# Gaurax splendidus
Gaurax splendidus är en tvåvingeart som beskrevs av Malloch 1915. Gaurax splendidus ingår i släktet Gaurax och familjen fritflugor. Inga underarter finns listade i Catalogue of Life.